# Три трюки
«Три трюки» (англ. Gimmicks Three) — науково-фантастичне оповідання американського письменника Айзека Азімова, вперше надруковано у листопаді 1956 часописом «The Magazine of Fantasy & Science Fiction». Згодом увійшло до збірки «На Землі достатньо місця» (Earth Is Room Enough) (1957).
Назва оповідання означає те, що Азімов назвав «трьома загальновідомими трюками: угоду з дияволом, загадку зачиненої кімнати та подорож у часі».

## Сюжет
Ісидор Велбі повертається з армії і одразу дізнається, що його покинула дівчина. Демон Шапур пропонує йому угоду — обміняти свою душу на десять років життя з демонічними здібностями. Після цього терміну Ісидор або втратить душу, або стане демоном, якщо вирішить одну задачу.
Ісидор погоджується і за десять років стає успішним у фінансових і сімейних справах. Одного дня він прокидається у замкнутій бронзовій кімнаті, і Шапур повідомляє, що задачею є вибратись з неї.
Ісидор випадково виявляє, що переміщення у четвертому вимірі (часі) є однією з його демонічних сил. Він переміщується у минуле і вибирається з кімнати. Він переміщується до моменту підписання угоди і відмовляється підписати її. Десять років його успішного життя все ж залишаються з ним, оскільки угода з дияволом не може дати людині того, чого вона б не досягнула сама.